# Kościół Świętej Trójcy w Bierutowie
Kościół Świętej Trójcy – XVII-wieczny protestancki kościół w Bierutowie. Nazywany był także kościołem polskim, ze względu na nabożeństwa w języku polskim. Zdewastowany i zrujnowany po II wojnie światowej. W 2005 roku na terenie kościoła oraz otaczającego go dawnego cmentarza utworzono lapidarium.

## Historia
Kościół został wybudowany w latach 1622–1631 przez księcia Henryka Wacława z Munsterbergów z inicjatywy Radcy bierutowskiego Ernesta Karniskiego. Uroczysta konsekracja kościoła miała miejsce w niedzielę Trójcy Św. 15 czerwca 1631 roku. Jego budowniczym był Antoni Walter, który jednocześnie był pierwszą osobą pochowaną w obrębie kościoła po jego śmierci.
Kościół otoczony był cmentarzem, który istniał na długo przed wybudowaniem świątyni, która teoretycznie miała być kościołem pogrzebowym, ale w praktyce stała się kolejnym kościołem miejskim.
Budowy kościoła nigdy nie ukończono. Został postawiony na planie krzyża greckiego, w późniejszym czasie wydłużono go o jedno przęsło w kierunku zachodnim. U szczytu ścian przygotowano wsparcia pod murowane gotyckie sklepienia, jednak nigdy ich nie wykonano. Zdecydowano się przykryć go płaskim sufitem, nad którym wybudowano spadzisty dach kryty gontem. Miało być to rozwiązanie tymczasowe, ale przetrwało, aż do jego końca w latach 60. XX wieku. Tymczasowy drewniany dach wielokrotnie poprawiano m.in. w latach 1641–1642, kiedy to dobudowano drewnianą wieżyczkę z dzwonem. 31 maja 1931 r. świętowano uroczyście 300-lecie istnienia tego kościoła. Z tej też okazji został on generalnie odnowiony staraniem superintendenta Martina Sudergata.
Kościół, podobnie jak pięć pozostałych bierutowskich świątyń przetrwał wojnę w nienaruszonym stanie, chociaż sam Bierutów został poważnie zniszczony przez Armię Czerwoną. Po II wojnie światowej zaczęto go dewastować, grabić i profanować. Na początku lat 60. XX w. wskutek tych działań zamakający i niszczejący dach zapadł się do środka. Wówczas jego pozostałości rozebrano.
W roku 2005 ówczesny Burmistrz Bierutowa Grzegorz Michalak rozpoczął działania, których celem miało być przywrócenie należnego szacunku otaczającemu kościół cmentarzowi, jak i samej świątyni, która w formie trwale zabezpieczonej ruiny miał służyć plenerowym imprezom o poważnym charakterze, czekając w ten sposób na moment, kiedy zostanie odbudowany. Kościół został oczyszczony z porastających go wewnątrz i na koronie murów drzew. Ustawiono pamiątkowy obelisk oraz krzyż. Usunięto także piaskownice i zabawki znajdujące się na terenie dawnego cmentarza. W ramach obelisku utworzono lapidarium składające się z zachowanych fragmentów przedwojennych nagrobków.

## Wyposażenie
Po stronie zachodniej na chórze muzycznym znajdowały się organy. Po stronie wschodniej znajdował się ołtarz w formie tryptyku. Pięć obrazów (centralny przedstawiający Ukrzyżowanie Pana Jezusa, oraz cztery znajdujące się w ruchomych skrzydłach: Pokłon Pasterzy, Modlitwa Chrystusa w Ogrójcu, Wniebowstąpienie i Zesłanie Ducha Świętego) składających się na niego po II wojnie światowej zostało wywiezionych do kościoła św. Macieja we Wrocławiu. Cztery obrazy zostały wkomponowane w postaci otwieranych skrzydeł w inny ołtarz, którego centrum stanowi płaskorzeźba przedstawiająca upadek Pana Jezusa pod krzyżem. Ołtarz z płaskorzeźbą i czterema obrazami był na wyposażeniu kościoła św. Macieja we Wrocławiu w latach 1963–2002. W 2002 trafił do dyspozycji kardynała Henryka Gulbinowicza, który przekazał go do opactwa w Henrykowie. W 2017 został oddany do dyspozycji Burmistrza Bierutowa i przekazany do renowacji, po której w 2018 trafił do nawy bocznej kościoła św. Katarzyny Aleksandryjskiej w Bierutowie. Centralny obraz z ołtarza kościoła św. Trójcy przedstawiający Ukrzyżowanie Pana Jezusa pozostał w kościele św. Macieja we Wrocławiu.
W kościele była też ambona i szereg epitafiów.

## Galeria

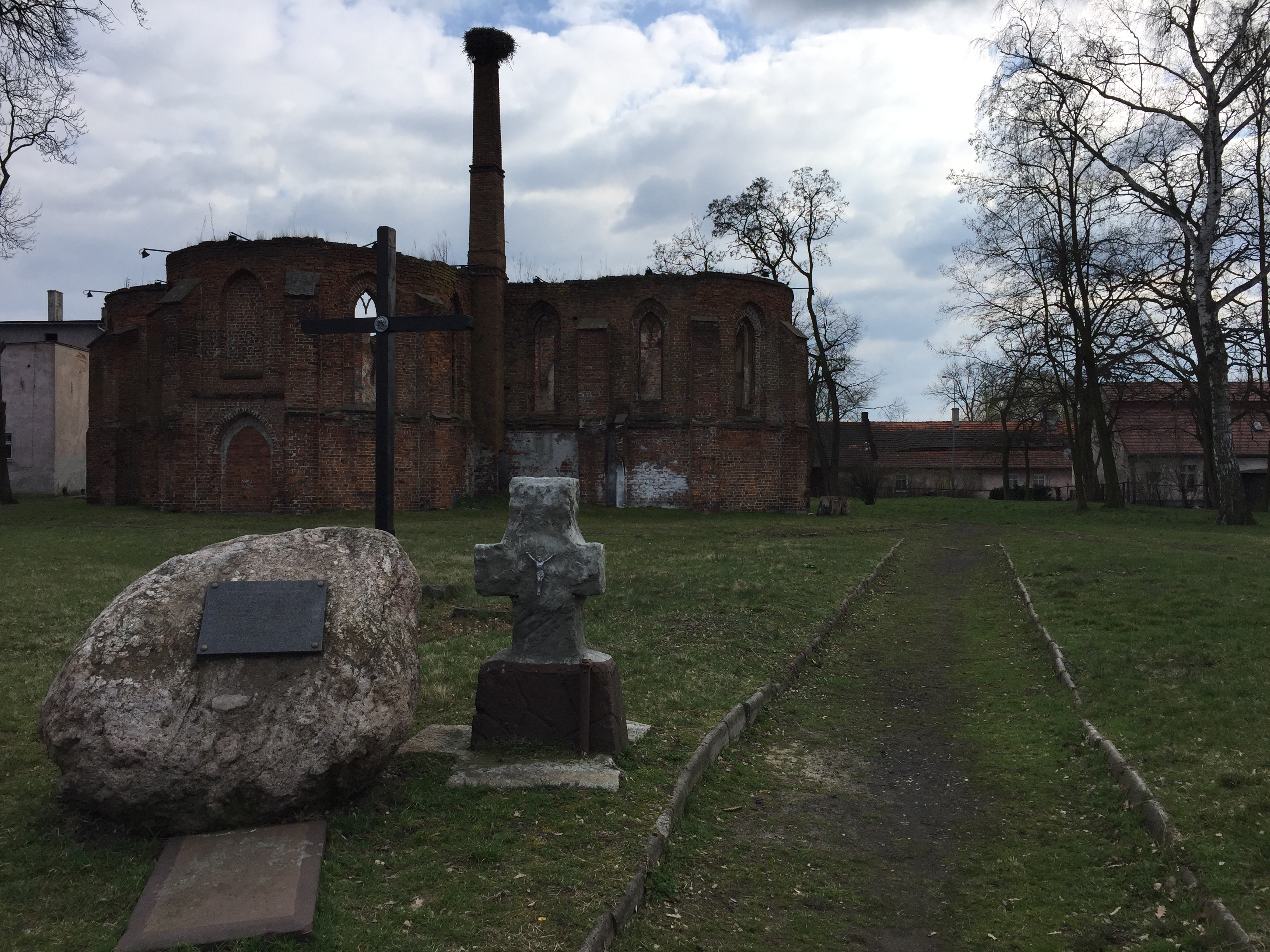
Obelisk przy kościele św. Trójcy
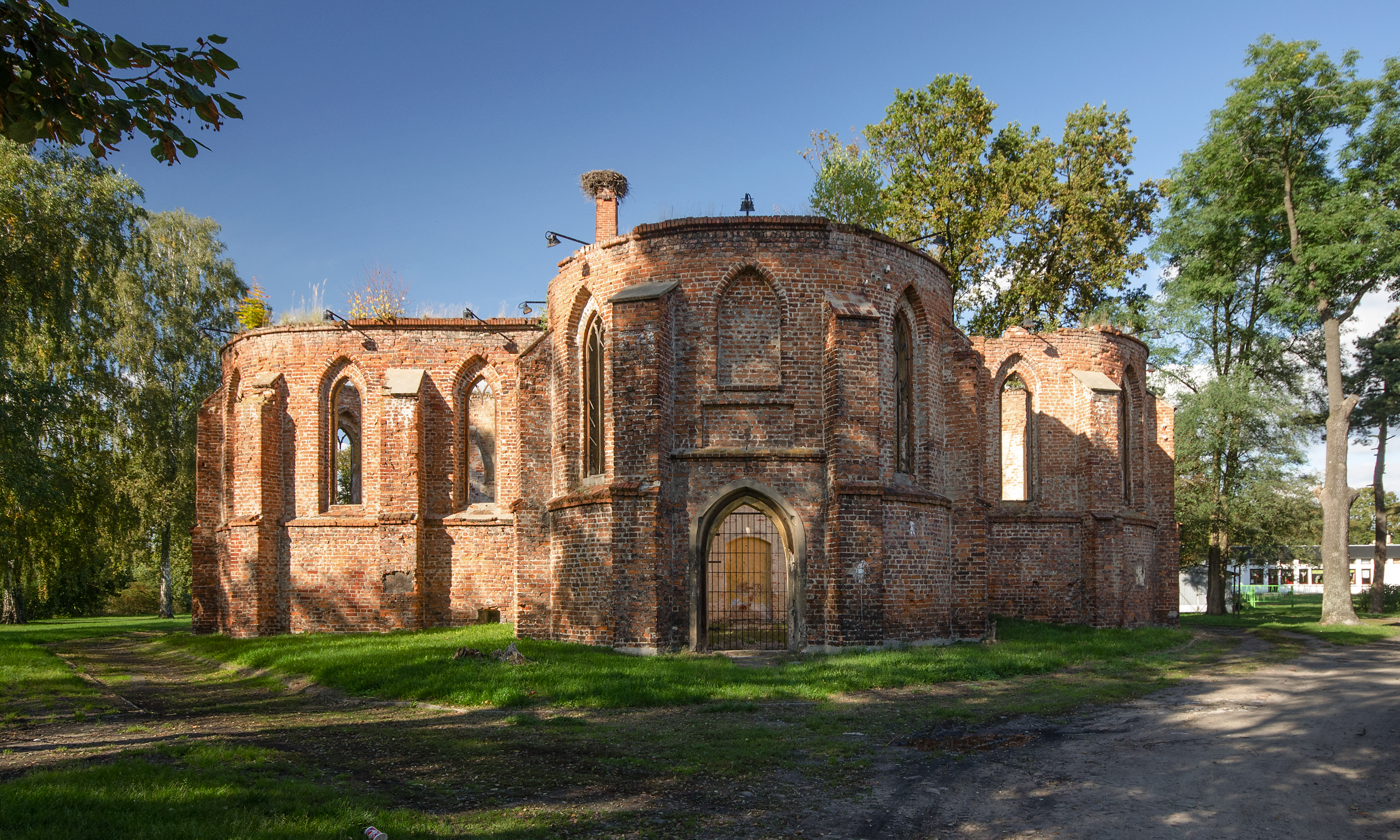
widok od południa
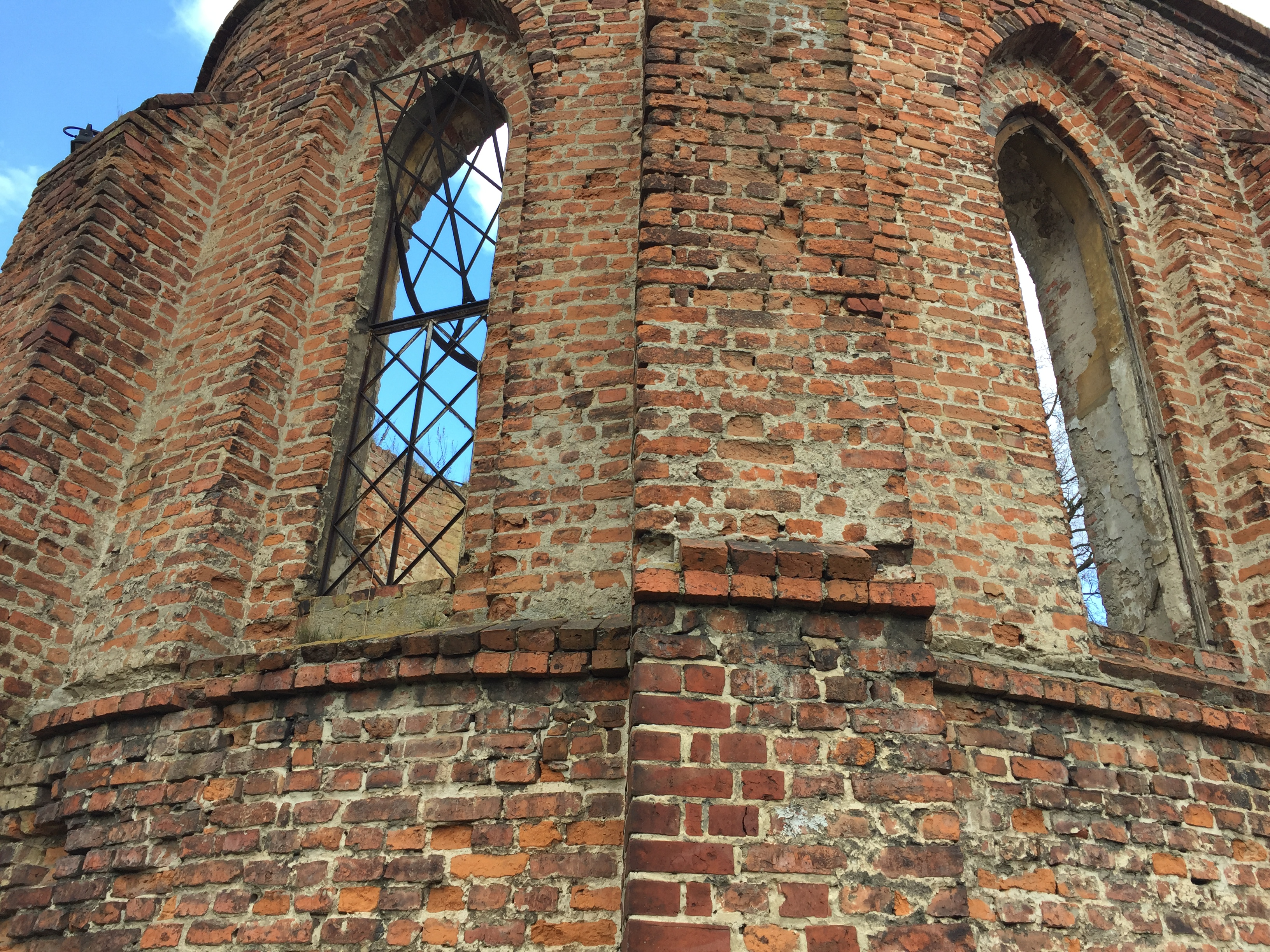
zachowane fragmenty okien
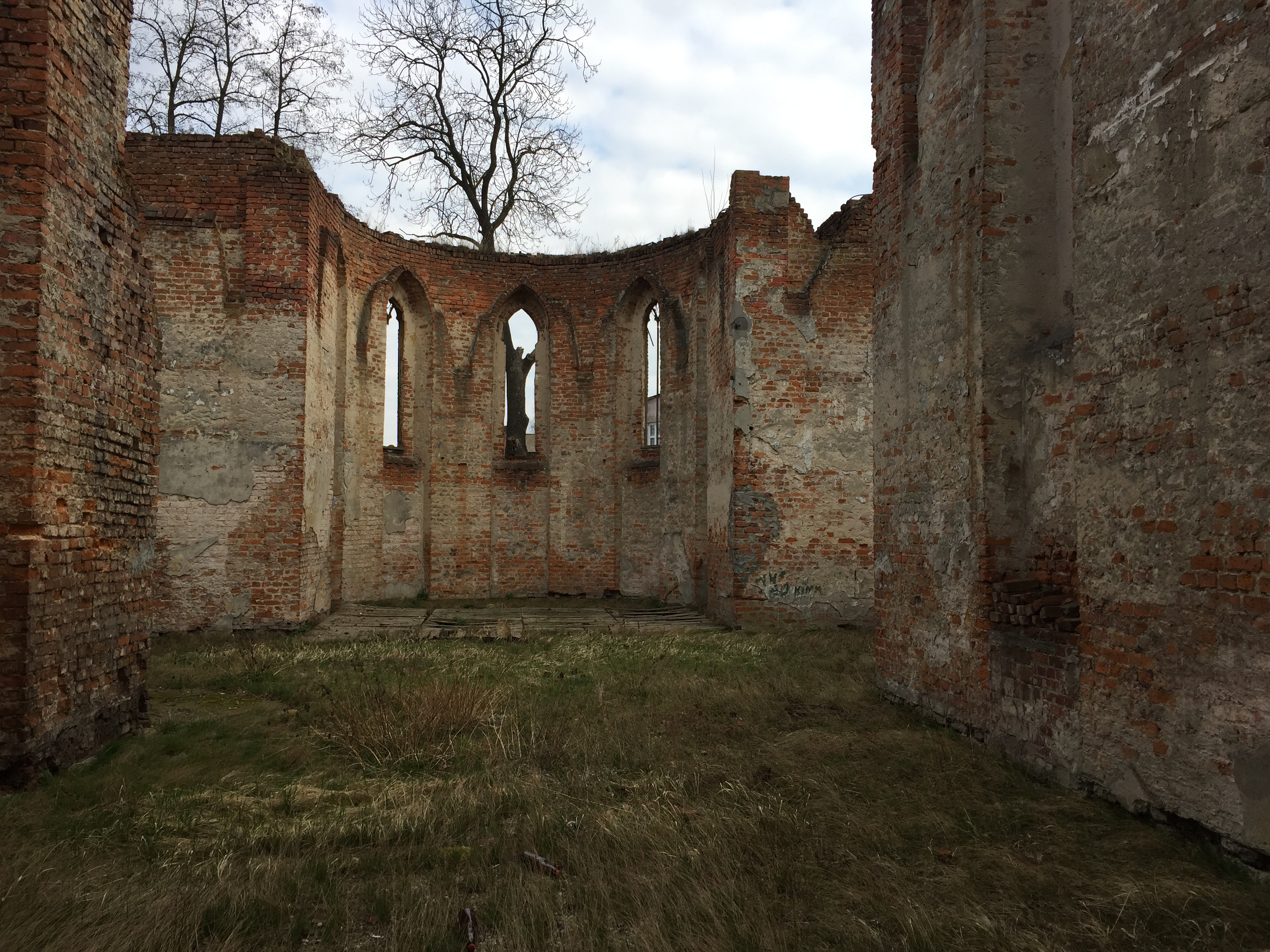
wnętrze kościoła
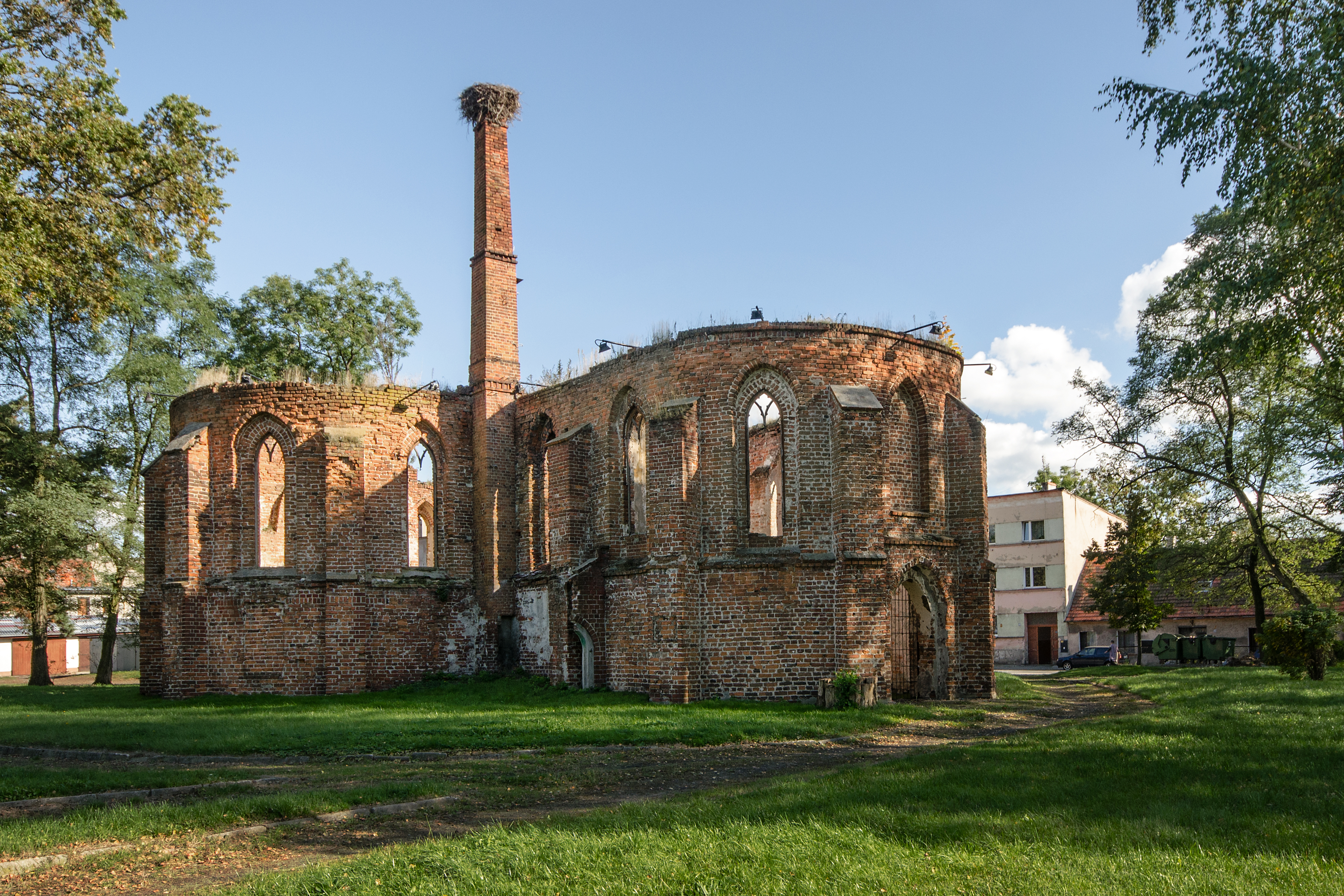
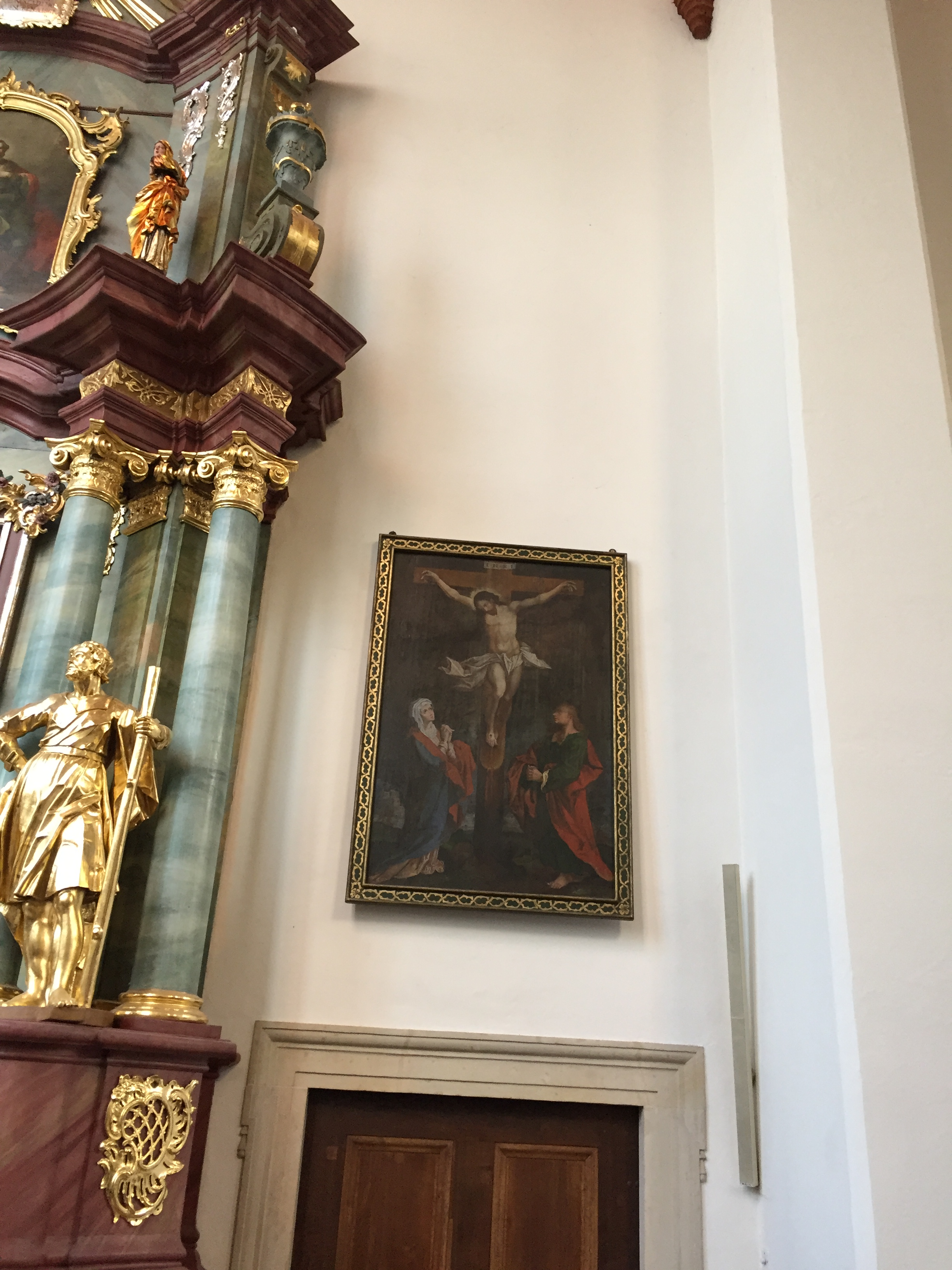
Obraz Ukrzyżowania Jezusa